# Retiro crinitus
Espèce
Synonymes
- Auximus crinitus Simon, 1893

Retiro crinitus est une espèce d'araignées aranéomorphes de la famille des Macrobunidae.

## Distribution
Cette espèce est endémique de l'État d'Aragua au Venezuela,. Elle se rencontre vers Tovar .

## Description
La femelle syntype mesure 4,5 mm.

## Systématique et taxinomie
Cette espèce a été décrite sous le protonyme Auximus crinitus par Simon en 1893. Elle est placée dans le genre Retiro par Lehtinen en 1967.

## Publication originale
- Simon, 1893 : « Voyage de M. E. Simon au Venezuela (Décembre 1887—Avril 1888). 21e Mémoire. Arachnides (1). Familles des Uloboridae, Zoropsidae, Dictynidae, Oecobiidae, Filistatidae, Sicariidae, Leptonetidae, Oonopidae, Dysderidae, Caponiidae, Prodidomidae, Drassidae, Palpimanidae et Zodariidae. » Annales de la Société Entomologique de France, vol. 61, no 4, p. 423-462 (texte intégral).